# Schraderobryum stenocarpum
Schraderobryum stenocarpum là một loài Rêu trong họ Sematophyllaceae. Loài này được (Hampe & Müll. Hal.) M. Fleisch. miêu tả khoa học đầu tiên năm 1923.